# Hibernois
Les hibernois était le nom donné aux Irlandais ayant quitté leur île, au cours des XVIe siècle, XVIIe siècle et XVIIIe siècle. Ils étaient parfois aussi appelés les "Irois", ou les "Oies sauvages (jacobites), dans le cas très particulier des officiers supérieurs réfugiés en France et en Espagne.
Dans ses récits d'aventure, le pirate français Alexandre Olivier Exquemelin écrit en 1686, que "Cromwell a vendu plus de dix mille Écossais et Irlandais pour envoyer à la Barbade (...) il s'en sauva un jour plein un navire, que le courant apporta à Saint-Domingue et les vivres leur manquant, ne sachant pas où ils étaient, ils périrent tous par la faim, leurs os se voient encore proche du cap Tiburon en un lieu que l'on nomme l'Anse aux hibernois", toponyme en réalité celui de la "pointe de l'Irois", qui apparaît au même lieu sur une carte de Saint-Domingue de 1741 .
C'est en réalité à partir du même cap Tiburon, dans la commune voisine de Tiburon (Haïti), tout au bout de la Péninsule de Tiburon (Haïti), qu'une quinzaine d'années plus tôt, en 1670, le pirate Henry Morgan donna rendez-vous aux Aventuriers, tant Français qu'Anglais de la Jamaïque. Parmi l'équipée de 1 846 hommes répartis en 35 navires figurait un quart de français, 520 homme embarqués sur huit navires français, preuve que le Saint-Domingue des années 1660 allait au delà de l'Ile de la Tortue et des rivages l'environnant. 
En 1798, apparaissent pour la première fois à la Jamaïque la famille de planteurs des Espeut qui vient des Irois. Guillaume-François Espeut possédait au quartier de Jérémie cinq habitations pour une valeur de 156800 francs. Les historiens ont repéré quatre autres Espeut à la Jamaïque.